# Cordillera Sarikol
La  cordillera Sarikol  (en chino simplificado, 色勒库尔山脉; pinyin, Sèlēikùěr Shānmài; (del ruso: Раште Кух Сарикол); (del persa:  رشته کوه سريكال), Rashte Kuh Sarikol) es una cadena montañosa del Pamir, localizada en la frontera de Tayikistán y la República Popular China.
El nombre Sarikol también se ha utilizado para describir a la gente local, que son conocidos históricamente como  sarikolis, por el  idioma sarikoli local, y la ciudad de Tashkurgan, que se conoce históricamente como Sarikol.

## Geografía
La cordillera divide la provincia de Alto Badajshán de Tayikistán y la región Autónoma Uigur de Xinjiang de China. Discurre en paralelo a la cordillera Muztagh, localizada al este. Se extiende 346 km desde el río Markansu, en el norte, hasta el paso Beik, en el sur. Su altitud media es de aproximadamente 5000 m y el punto culminante es el monte Lyavirdyr de  6351 m. Las aguas que caen en ella alimentan tanto al Amu Daria como al río Tarim. La cordillera tiene yacimientos mineros de pizarra, granito y gneis.
En la parte tayika de la cordillera hay 240 glaciares con un área total de 144 km².